# Easter Road
O Easter Road é a casa do clube de futebol da Escócia Hibernian F.C. Localizado em Edinburgo, o estádio tem capacidade para 20 421 pessoas sentadas.